# Абало, Жан-Поль
Жан-Поль Яови Дюссех Абало (фр. Jean-Paul Yaovi Dosseh Abalo; род. 26 июня 1975, Ломе) — тоголезский футболист, защитник. Выступал за национальную сборную Того.

## Биография

### Клубная карьера
Начал выступления на родине в Того за команду «Агаза» из Ломе в 1991 году. В 1993 году он перешёл во французский клуб «Сен-Кристоф» из Шатору, который выступал в любительском чемпионате Франции. В составе команды провёл 29 матчей и забил 1 гол.
Летом 1995 года подписал контракт с «Амьеном», который выступал в Лиге 2. В сезоне 1999/00 клуб занял 18 место из 20 участников Лиги 2 и вылетел в Лигу 3. В следующем сезоне «Амьен» смог стать серебряным призёром Лиги 3, уступив лишь «Греноблю», вернувшись во вторую лигу. В кубке Франции команда дошла до финала, где уступила в серии пенальти «Страсбуру». Абало единственный из своей команды не смог реализовать пенальти в ворота Хосе Луиса Чилаверта. Всего в «Амьене» Абало провёл 10 лет, сыграв за команду в 273 матчах и забив 7 голов.
Первую половину сезона 2005/06 он провёл в «Дюнкерке», за который провёл 4 игры. Затем он перешёл в кипрский АПОЭЛ, с которым стал обладателем кубка Кипра и бронзовым призёром чемпионата Кипра. В первенстве Кипра провёл всего 3 игры. Летом 2006 года подписал контракт с греческим «Этникосом» из города Пирей. В составе команды сыграл в 9 матчах. Следующим его клубом стал суданский «Аль-Меррейх», в котором он играл на протяжении двух сезонов. Свою футбольную карьеру он закончил в клубе «Деоль» из шестого дивизиона Франции, и несколько лет работал там тренером.
В январе 2018 года приступил к работе с молодёжной сборной Того.

### Карьера в сборной
В национальной сборной Того дебютировал в 1992 году. В составе команды четырежды участвовал на кубке африканских наций (1998, 2000, 2002, 2006).
В конце мая 2006 года главный тренер сборной Отто Пфистер вызвал Абало на чемпионат мира 2006 в Германии, который стал первым мундиалем для Того в истории. Жан-Поль Абало был заявлен под 3 номером и выступал в качестве капитана. В групповом раунде сборная заняла последнее 4 место, уступив Республике Корея, Франции и Швейцарии. На турнире Абало сыграл в двух матчах. В дебютном матче на турнире против Южной Кореи (1:2), Абало получил красную карточку на 53 минуте за грубую игру против Пак Чи Сона. При этом английский арбитр Грэм Полл сначала показал красную карточку, а затем жёлтую.
Всего за сборную Того, по данным сайта transfermarkt он провёл 68 матчей и забил 1 мяч.

## Достижения
«Амьен»
- Финалист кубка Франции: 2000/01

АПОЭЛ
- Бронзовый призёр чемпионата Кипра: 2005/06
- Обладатель кубка Кипра: 2005/06